# Crosslauf-Weltmeisterschaften 1975
Die 3. Crosslauf-Weltmeisterschaften der IAAF fanden am 16. März 1975 auf der Souissi-Rennbahn von Rabat (Marokko) statt.
Die Männer starteten über eine Strecke von 12,0 km, die Frauen über 3,9 km und die Junioren über 7,0 km.

## Ergebnisse

### Männer

#### Einzelwertung
| Platz | Athlet                  | Land | Zeit (min) |
| ----- | ----------------------- | ---- | ---------- |
| 1     | Ian Stewart             | SCO  | 35:20      |
| 2     | Mariano Haro            | ESP  | 35:21      |
| 3     | Bill Rodgers            | USA  | 35:28      |
| 4     | John Walker             | NZL  | 35:45      |
| 5     | Euan Robertson          | NZL  | 35:46      |
| 6     | Franco Fava             | ITA  | 35:47      |
| 7     | Ray Smedley             | ENG  | 35:50      |
| 8     | Klaus-Peter Hildenbrand | FRG  | 35:51      |

Von 185 gestarteten Athleten erreichten 173 das Ziel.
Weitere Teilnehmer aus deutschsprachigen Ländern:
- 9: Hans-Jürgen Orthmann (FRG), 35:55
- 11: Wilfried Scholz (GDR), 35:58
- 15: Waldemar Cierpinski (GDR), 36:16
- 23: Michael Karst (FRG)
- 27: Joachim Krebs (GDR)
- 40: Gerald Umbach (GDR)
- 63: Anton Gorbunow (FRG)
- 66: Frank Baumgartl (GDR)
- 103: Friedel Klement (FRG)
- 104: Reinhard Leibold (FRG)
- 115: Manfred Kuschmann (GDR)
- DNF: Gerd Frähmcke (FRG)

#### Teamwertung
| Platz | Land und Athleten                                                                           | Gesamtpunktzahl und Einzelplatzierung |
| ----- | ------------------------------------------------------------------------------------------- | ------------------------------------- |
| 1     | Neuseeland John Walker Euan Robertson David Sirl John Dixon John Sheddan Bryan Rose         | 127 04 05 025 026 033 034             |
| 2     | England Ray Smedley Grenville Tuck Bernie Ford Tony Simmons Trevor Wright Alan Blinston     | 198 07 014 037 039 050 051            |
| 3     | Belgien Gaston Roelants Emiel Puttemans André Ornelis Eddy Rombaux Marc Smet Erik Gyselinck | 211 010 016 021 045 057 062           |

Insgesamt wurden 23 Teams gewertet. Die Mannschaft der DDR belegte mit 274 Punkten den fünften und die bundesdeutsche Mannschaft mit 310 Punkten den neunten Platz.

### Frauen

#### Einzelwertung
| Platz | Athletin                | Land | Zeit (min) |
| ----- | ----------------------- | ---- | ---------- |
| 1     | Julie Brown             | USA  | 13:42      |
| 2     | Bronisława Ludwichowska | POL  | 13:47      |
| 3     | Carmen Valero           | ESP  | 13:48      |
| 4     | Gabriella Dorio         | ITA  | 13:51      |
| 5     | Lorraine Moller         | NZL  | 13:53      |
| 6     | Heather Thomson         | NZL  | 14:01      |
| 7     | Ann Yeoman              | ENG  | 14:03      |
| 8     | Mary Stewart            | SCO  | 14:03      |

Alle 71 gestarteten Athletinnen erreichten das Ziel.

#### Teamwertung
| Platz | Land und Athletinnen                                                             | Gesamtpunktzahl und Einzelplatzierung |
| ----- | -------------------------------------------------------------------------------- | ------------------------------------- |
| 1     | Vereinigte Staaten Julie Brown Maggie Keyes Paula Neppel Doris Brown             | 44 01 11 15 17                        |
| 2     | Neuseeland Lorraine Moller Heather Thomson Anne Garrett Allison Deed             | 50 05 06 10 29                        |
| 3     | Polen Bronisława Ludwichowska Renata Pentlinowska Celina Magala Zofia Kolakowska | 61 02 13 22 24                        |

Insgesamt wurden 13 Teams gewertet.

### Junioren

#### Einzelwertung
| Platz | Athlet             | Land | Zeit (min) |
| ----- | ------------------ | ---- | ---------- |
| 1     | Bobby Thomas       | USA  | 21:00      |
| 2     | José Luis González | ESP  | 21:18      |
| 3     | John Treacy        | IRL  | 21:23      |

Von 60 gestarteten Athleten erreichten 59 das Ziel.
Teilnehmer aus deutschsprachigen Ländern:
- 17: Reinhold Strieder (FRG), 22:08
- 30: Patriz Ilg (FRG)
- 47: Michael Spöttel (FRG)
- 58: Konrad Dobler (FRG)
- DNF: Werner Grommisch (FRG)

#### Teamwertung
| Platz | Land und Athleten                                                          | Gesamtpunktzahl und Einzelplatzierung |
| ----- | -------------------------------------------------------------------------- | ------------------------------------- |
| 1     | Vereinigte Staaten Bobby Thomas Don Clary Roy Kissin Ralph Serna           | 29 01 05 08 15                        |
| 2     | Irland John Treacy Louis Kenny Gerry Finnegan Gerry Redmond                | 35 03 09 10 13                        |
| 3     | Spanien José Luis González Cándido Alario Vicente de la Parte Luis Adsuara | 44 02 04 18 20                        |

Insgesamt wurden elf Teams gewertet. Die bundesdeutsche Mannschaft belegte mit 152 Punkten den elften Platz.